# 約翰·士瓦希
約翰·艾伦·士瓦希（英語：John Allan Swasey，1964年10月18日—），藝名為「約翰·士瓦希」，是一位美國男配音員和編劇，較廣為人知的作品如日本動畫英语配音版《ONE PIECE》中的克洛克達爾、《我的英雄学院》中的ALL・FOR・ONE、《SOUL EATER》中的死神以及《钢之炼金术师》中的馮·霍恩海姆角色而聞名。

## 生平
出生于德克萨斯州。原本的梦想是成为演员，后来经过朋友的介绍而成为了配音员。
約翰同时也是北美的日本动漫展Anime Dallas的创办人，于2018年开始举办的动漫展。

## 演出作品
※粗體字表示說明飾演的主要角色。

### 外語動畫配音
- 黃金小子（導演）
- 太阳之船（Dr. Delapaz）
- （安德烈）
- 新·甜心战士（如月博士）
- 吹泡糖危機2040（昆西、史汀古尼博士）
- 快打旋風II V（桑吉爾夫）
- 魔術士歐菲（博魯坎）
- 魔術士歐菲 Revenge（博魯坎）
- 翼神世音（六道翔吾）
- 幻想魔传 最游记（紫鸳、偽八戒）
- 圣斗士星矢（法厄同、海蛇座市、苍蝇座迪奥）
- 钢之炼金术师（卡爾·豪斯霍弗爾）
- 名偵探柯南：第十四號獵物（彼德·福特）
- 蜡笔小新（小山芳治）
- 聖槍修女（長老爺爺）
- 新世紀福音戰士（碇源堂）
- 新世紀福音戰士劇場版：死與新生（碇源堂）
- PEACE MAKER鐵（近藤勇）
- 妖精的旋律（角沢教授）
- 神魂合體（葵龍也）
- 爱的魔法（山口隆史）
- 劇場版 鋼之鍊金術師 森巴拉的征服者（卡爾·豪斯霍弗爾）
- 地狱少女（関根良介）
- ONE PIECE（Funi英语版）（克洛克達爾、布蘭紐）
- ONE PIECE 阿拉巴斯坦戰記 沙漠王女與海賊們（克洛克達爾）
- 異域傳說（安德魯·切連科夫）
- DARKER THAN BLACK（黄、霧原直哉）
- 恶魔猎人（弗雷迪）
- 校園迷糊大王（五島玄海）
- 蒼色騎士（紫藤）
- 風之聖痕（伯恩哈特·羅迪斯）
- Keroro軍曹（556）
- 名侦探柯南：贝克街的亡灵（工藤优作、夏洛克·福尔摩斯）
- 獵魔戰記（伊士利）
- 鋼之鍊金術師 BROTHERHOOD（馮·霍恩海姆）
- 头文字D Fourth Stage（星野好造）
- 七龙珠 神龙传说（旁白）
- 七龙珠改（多多利亚、农夫、ZTV广播员）
- 記憶女神的女兒們（多遲摩毛理）
- SOUL EATER（死神）
- 黑执事（葬仪屋）
- 瀨戶的花嫁（瀬戸豪三郎）
- 戰國BASARA（織田信長）
- 戰國BASARA貳（織田信長）
- 黑執事II（葬仪屋）
- FAIRY TAIL（普雷希特·蓋爾伯格）
- 其中1個是妹妹！（帝野熊五郎）
- 最游记外传（李塔天、二郎神）
- Fate/kaleid liner 魔法少女☆伊莉雅（Berserker）
- 美食獵人TORIKO（阿爾法洛）
- 銀魂劇場版 新譯紅櫻篇（村田鐵矢）
- 记录的地平线（ウモト＝アルテ＝マルヴェス）
- Little Busters!（神北小次郎）
- 浪客劍心 新京都篇（齋藤一）
- 黑執事 Book of Circus（葬仪屋）
- 斬！赤紅之瞳（波魯斯）
- 心理测量者（伊藤純銘）
- NO GAME NO LIFE 遊戲人生（初濑伊野）
- 我的英雄学院（ALL・FOR・ONE）
- 怪物的孩子（熊徹）
- 愛麗絲與藏六（樫村藏六）
- 飛翔的魔女（倉本啓二）
- 食戟之靈（薙切仙左衛門、天然起司的久作）
- 排球少年！！（猫又育史）
- GATE 奇幻自衛隊 在彼方的土地，如斯的戰鬥（加图·埃·阿尔泰斯坦）
- 異世界食堂（辰五郎）
- 在地下城尋求邂逅是否搞錯了什麼（迦尼薩）
- 我的英雄学院 第2季（ALL・FOR・ONE）
- 騎士&魔法（勞里·埃切貝里亞）
- 7SEEDS 幻海奇情（柳踏青）
- 潮與虎（白面者、蒼月紫暮）
- 進擊的巨人 第3季（達里斯·萨克雷）
- 在地下城尋求邂逅是否搞錯了什麼 外傳 劍姬神聖譚（迦尼薩）
- 末日時在做什麼？有沒有空？可以來拯救嗎？（旁白）
- UQ HOLDER! ～魔法老师！2～（杰克·拉坎、牛冷娑婆）
- 我的英雄学院 第3季（ALL・FOR・ONE）
- 我的英雄學院：兩個人的英雄（ALL・FOR・ONE）
- 约会大作战III（艾略特·鲍德温·伍德曼）
- 只要长得可爱，即使是变态你也喜欢吗？（慧輝的祖父）
- 我的英雄学院 第4季（ALL・FOR・ONE）
- 在地下城尋求邂逅是否搞錯了什麼II（迦尼薩）
- 出包王女（校长、傑·普利）
- 更多的出包王女（校长）
- 出包王女DARKNESS（校长）
- 出包王女DARKNESS 2nd（校长）
- 黑色五葉草（扎拉·伊德阿爾）
- 魔女之旅（村長）
- ONE PIECE STAMPEDE（克洛克達爾、布蘭紐）
- 彼得·格里爾的賢者時間（阿爾巴托洛斯·桑克圖斯）
- 我的英雄学院 第5季（ALL・FOR・ONE）
- 在地下城尋求邂逅是否搞錯了什麼III（迦尼薩）
- 新·福音戰士劇場版𝄇（碇源堂）
- 海盗战记（Sentai Filmworks英语版）（雷夫大叔）
- 進擊的巨人 The Final Season（達里斯·萨克雷）
- 異世界食堂2（辰五郎）
- 最游记RELOAD -ZEROIN-（剛内三蔵）
- 约会大作战IV（艾略特·鲍德温·伍德曼）
- 金裝的維爾梅～瀕臨留級的魔法師聯手最強災厄勇闖魔法世界～（校长、旁白）
- 銀魂 THE FINAL（阿伏兔）
- 我想成為影之強者！（格爾克·奧里亞納）
- 我的英雄学院 第6季（ALL・FOR・ONE）
- RWBY 冰雪帝國（尼可拉斯·雪倪）
- 轉生就是劍（格爾斯）
- 逆境無賴 開司（石田光司）
- 海盗战记 第2季（Crunchyroll英语版）（雷夫大叔）
- 福星小子（2022年版）（错乱僧）
- 莎木：動畫版（陳躍文）
- 別對映像研出手！（藤本老師）
- 菜鳥鍊金術師開店營業中（贾斯珀、普羅克特）
- 聖劍學院的魔劍使（布萊卡斯·暗影王子）
- 點滿農民相關技能後，不知為何就變強了。（聖龍米拉修）
- 我獨自升級（金尚植）
- 勇者赫魯庫（荷恩）
- 间谍过家家 代号：白（斯奈德尔）
- 约会大作战V（艾略特·鲍德温·伍德曼）
- 我的英雄学院 第7季（ALL・FOR・ONE）
- 黑執事 寄宿學校篇（葬仪屋）
- 我要【招架】一切～反誤解的世界最強想成為冒險家～（歐肯）
- 忍者蝙蝠俠VS極道聯盟（拉斯·奧·古）

### 游戏
- ONE PIECE：無盡的冒險（克洛克達爾<英语版>）
- 七龍珠系列（多多利亚、农夫<英语版>）
  - 七龍珠 迅猛炸裂2
  - 七龍珠 Ultimate Blast
  - 七龍珠 異戰2
  - 七龍珠 激战传说
  - 七龍珠Z 卡卡洛特
  - 七龍珠 破界斗士
  - 七龍珠 Sparking! ZERO
- 无主之地2（沙瓦多、Flanksteak）
- 我的英雄学院：唯我正义2（ALL・FOR・ONE<英语版>）
- 罪恶王权（神宫优悟<英语版>）
- 我獨自升級：起立（金尚植<英语版>）

### 演员演出
- 年少轻狂（啤酒送货员）
- 灵魂歌王（报关代理1号）
- 星河戰隊5（George Baba）

## 外部連結
- 約翰·士瓦希在互联网电影资料库（IMDb）上的資料（英文）
- 約翰·士瓦希的Facebook專頁
- 約翰·士瓦希的X（前Twitter）
- 約翰·士瓦希的Instagram帳戶